# Christa Hackenesch
Christa Hackenesch (* 13. Juni  1953; † 3. Januar 2008) war eine deutsche Philosophin und Übersetzerin. Ihre Schwerpunkte lagen in der Philosophie des 19. und 20. Jahrhunderts, insbesondere in der Theorie der Subjektivität.

## Leben
Christa Hackenesch studierte Philosophie, Geschichte und Soziologie an der Westfälischen Wilhelms-Universität in Münster, der Albert-Ludwigs-Universität Freiburg in Freiburg im Breisgau und der Johann Wolfgang Goethe-Universität in Frankfurt am Main. 1983 wurde sie an der Eberhard Karls Universität in Tübingen mit der Dissertation Die Logik der Andersheit. Eine Untersuchung zu Hegels Begriff der Reflexion promoviert. Anschließend erhielt sie einen Lehrauftrag an der Universität und war nebenher freie Mitarbeiterin beim Bayerischen Rundfunk.
1985 wechselte Hackenesch als wissenschaftliche Mitarbeiterin an die TU Berlin, wo sie 1990 Hochschulassistentin wurde. 1998 habilitierte sie mit „Selbst und die Welt. Zur Metaphysik des Selbst bei Heidegger und Cassirer“ über Martin Heidegger und Ernst Cassirer. Fortan war sie Privatdozentin an der Universität, ehe sie 2005 an die Bergische Universität Wuppertal berufen wurde. Dort lehrte sie bis zu ihrem Tod im Jahr 2008.